# 短柄粉叶柿
短柄粉叶柿（学名：Diospyros glaucifolia var. brevipes）为柿科柿属下的一个变种。

## 扩展阅读
- 維基物種上的相關：短柄粉叶柿